# Studziennik
Studziennik – przysiółek wsi Polanka Wielka w Polsce, położony w województwie małopolskim, w powiecie oświęcimskim, w gminie Polanka Wielka.
W latach 1975–1998 przysiółek administracyjnie należał do województwa bielskiego.